# Patrick Stewart (Orkney)
Patrick Stewart (?,1563? – 6 februari 1615) was een Schots edelman die earl van Orkney en Shetland was van 1592 tot 1615. Hij was een zoon van Robert Stewart. Hij bouwde The Earl's Palace in Kirkwall.

## Biografie
Hij volgde in 1592 (volgens sommige bronnen in 1593) zijn vader op als earl van Orkney. Hij was een ambitieus man, die niet geliefd was bij zijn volk. Hij bouwde verder aan The Earl's Palace (Birsay), Noltland Castle (Westray) en The Bishop's Palace. Zelf bouwde hij The Earl's Palace en Scalloway Castle in Scalloway (Shetland). 
Hij zou een tiran zijn geweest die zijn volk onderdrukte. Hij dwong het volk om de paleizen te bouwen, zonder dat hij hen voorzag van voedsel of een vergoeding voor het werk. In 1610 werd hij berecht, met name door de inzet van bisschop James Law. Het was vermoedelijk mogelijk om hem te berechten, doordat hij door zijn levensstijl in 1607 ernstig in de schulden raakte.
In 1614, terwijl hij nog gevangen zat, organiseerde zijn buitenechtelijke zoon, Robert Stewart, een opstand tegen Jacobus VI van Schotland. Deze opstand mislukte.
In 1615 werden hij en zijn zoon geëxecuteerd. Zijn executie werd één dag uitgesteld, omdat op de dag van de executie bleek dat hij het Onze Vader niet kon opzeggen. Hij kreeg daarom één dag om het te leren.